# Kabečnice
Přírodní rezervace Kabečnice byla vyhlášena roku 1984 a nachází se po levém břehu řeky Berounky severně od vesnice Žloukovice. Důvodem ochrany jsou společenstva teplomilných skalnatých strání. Je součástí CHKO Křivoklátsko.

## Popis oblasti
Rozkládá se na 25,5 hektarech severně od Žloukovic. Jedná se o jižně a jihozápadně orientovaný levý svah údolí řeky Berounky. Je tvořena strmými svahy se skalními výchozy. Roste tam mj. ohrožená lilie zlatohlávek (Lilium martagon), vzácná bělozářka liliovitá (Anthericum liliago) a kavyl Ivanův (Stipa pennata), na horních okrajích cenný vstavač kukačka (Anacamptis morio). V rezervaci žije mnoho druhů pavoukovců, z plazů užovka hladká (Coronella austriaca) či ještěrka zelená (Lacerta viridis). Hnízdí zde krahujec obecný (Accipiter nisus) a výr velký (Bubo bubo). Přírodní rezervace není veřejnosti přístupná.

## Geologie
Oblast je součástí Barrandienského proterozoika, konkrétně tiského a čistecko - jesenického masivu. Přírodní památka se nachází na levém nárazovém břehu s výraznými skalními stěnami, vznikla erozní činností zařezávajícího se toku řeky Berounky do břidlic a drob. Z geologického hlediska je lokalita zajímavá jen pro účely geologického mapování.